# Đỉnh Ismoil Somoni
Đỉnh Ismoil Somoni (tiếng Nga: Pik Imeni Ismaila Samani, tiếng Tajik: Qullai Ismoili Somoni) là ngọn núi cao nhất ở Tajikistan và ở Liên Xô cũ. Khi sự tồn tại của một đỉnh núi tại dãy núi Pamir thuộc Liên Xô cao hơn đỉnh Lenin được xác định năm 1928, ngọn núi đã được coi nhầm là đỉnh Garmo; nhưng theo kết quả các công việc của các nhà thám hiểm Xô Viết sau đó, nó trở thành rõ ràng vào năm 1932 là chúng không phải là một, và đỉnh núi mới được đặt tên là đỉnh Stalin (пик Ста́лина), lấy theo tên của Joseph Stalin.
Năm 1962, nó được đổi tên thành đỉnh Cộng sản (пик Коммуни́зма), và năm 1998 thành tên gọi hiện nay của nó. Chuyến thám hiểm đầu tiên thực hiện năm 1933 bởi nhà leo núi Xô viết Evgeny Abalakov. Đỉnh Islamil Samani luôn luôn có băng bao phủ.